# Saken
Lucas Fayard, plus connu sous le pseudonyme de Saken, est un joueur français de League of Legends évoluant au poste de midlaner pour le club de la Karmine Corp jusqu'en novembre 2024. Il est connu pour avoir remporté quatre fois la compétition européenne de League of Legends : trois fois consécutivement les Amazon European Masters en 2021 (printemps et été) et 2022 (printemps) puis les EMEA Masters en 2023 (été).

## Biographie

### Débuts
Lucas Fayard commence les compétitions de League of Legends en 2017. L'année suivante, il remporte la DreamHack Tours avec Gentside et participe aux European Masters, compétition européenne, lors du segment estival. Son équipe atteint les quarts de finale de la compétition.

### Vitality
En 2019, lors de la création de la Ligue française de League of Legends (LFL), Saken est recruté dans l'académie de Team Vitality, Vitality.Bee. Après un segment de printemps terminé en milieu de classement, le joueur français s'illustre en deuxième partie de saison et son équipe termine l’année vice-champion de France. Vitality décide alors de le faire jouer dans la LEC, la ligue européenne, afin de lui donner de l’expérience. L'indisponibilité de Aljoša « Milica » Kovandži force les entraîneurs de Vitality à faire jouer Saken dans les deux équipes en même temps. Les deux équipes se retrouvent en difficulté, Vitality termine à la dernière place du segment de printemps en LEC et son académie accumule les défaites en LFL,. Au terme d'une année qu'il juge « catastrophique », Saken cherche une nouvelle équipe en fin de saison.

### Karmine Corp
Saken rejoint la Karmine Corp pour les débuts du club dans la LFL au début de l'année 2021. Joueur clef des succès du club lors de sa première saison dans l'élite, il remporte trois des cinq titres possibles : le segment de printemps du championnat de France et deux European Masters. 
Il s'illustre par ses performances individuelles dans les rencontres importantes et devient l’un des joueurs les plus en vue de l’e-sport français. Favori des supporteurs, excellent tout au long de l'année sur la voie du milieu, Saken est courtisé par des équipes de LEC mais honore son contrat qui court jusqu'à la fin de la saison 2022,. 
Après sa troisième victoire aux Amazon European Masters au printemps 2022, un record, il est élu meilleur joueur de la finale de son troisième sacre.
Après un segment printemps 2023 catastrophique qui se solde par une neuvième place en LFL, synonyme de non-participation aux play-offs ainsi qu'aux EMEA Masters, il remporte le segment été 2023 de la LFL, en ayant terminé premier lors de la saison régulière avec la Karmine Corp et se qualifie pour les EMEA Masters, au cours desquels lui et son équipe remporteront le titre. 
Il annonce le 9 novembre 2024, à l'occasion des KCX 4, qu'il quitte la Karmine Corp. 

## Résultats

### E-Corp Gentle (2016)
- Top 5-8 aux Underdogs Season 1
- Top 9-12 à la Lyon e-Sport 9
- Top 5-8 aux Underdogs Season 2

### Project Conquerors (2016)
- Top 9-12 à la DreamHack Tours 2016
- top 5-8 à la Moba Cup 2016
- 3e à l'ESL Championnat National 2016 Summer
- 1er à l'ESL Championnat National 2016 Summer Playoffs

### PCS Glory (2016)
- Top 5-8 aux Underdogs Season 4

### E-Corp Glorious (2016)
- 4e aux Underdogs 2016 Autumn
- Top 3-4 de la GrosBill Invitational
- 4e des Underdogs 2016 Autumn Playoffs
- Top 5-6 du Challenge France 2016 Winter
- Top 3-4 des ESL Championnat National 2016 Winter

### Death Esport (2017)
- Top 5-8 à l'OMEN by HP Trophy

### Gentside (2017-2018)
- Top 5-6 au Challenge France 2017 Winter
- Top 3-4 à la Maximus Cup 2017
- 3e aux Lyon e-Sport 11 Qualifier
- 2e au Lyon e-Sport 11
- 4e à la Farmers Assembly 2018 Qualifier
- 3e à l'Occitanie Esports 2018 Qualifier
- 3e à la Gamers Assembly 2018
- 1er à la DreamHack Tours 2018 - Qualifier
- 1er à la DreamHack Tours 2018
- 2e à l'Occitanie Esports 2018
- 3e à la Valenciennes Game Arena 2018 Qualifiers
- 4e à l'ESWC Metz 2018 Qualifiers
- 4e à l'ESWC Metz 2018
- Top 5-8 aux European Master 2018 Summer
- 2e à la Valenciennes Game Arena 2018
- 3e à l'Etape Capitale 2018
- Top 5-8 à la Solary Cup 2018
- 3e à l'Open Tour France 2018

### Vitality.Bee (2019-2020)
- 2e à la Lyon e-Sport 12
- 5e au segment Printemps de la LFL 2019
- 5e des play-offs du segment Printemps de la LFL 2019
- 2e du segment été de la LFL 2019
- 2e des play-offs du segment été de la LFL 2019
- Top 5-8 des Underdogs 2019
- 5e du segment printemps de la LFL 2020
- 4e des play-offs du segment printemps de la LFL 2020
- 1er des Underdogs 2020
- 6e du segment été de la LFL 2020

### Team Vitality (2019-2020)
- 5e du segment printemps de la LEC 2019
- 10e du segment printemps de la LEC 2020

### Misfits Premier (2020)
- 1er des LFL 2020 Finals

### Karmine Corp (depuis 2020)
- 1er du segment printemps de la LFL 2021
- 1er des play-offs du segment printemps de la LFL 2021
- 1er des European Masters printemps 2021
- 1er du segment été de la LFL 2021
- 2e des play-offs du segment été de la LFL 2021
- 1er des European Masters été 2021
- 2e des LFL 2021 Finals
- 2e du segment printemps de la LFL 2022
- 3e des play-offs du segment printemps de la LFL 2022
- 1er des European Masters printemps 2022
- 6e du segment été de la LFL 2022
- 6e des play-offs du segment été de la LFL 2022
- Top 3-4 de la Coupe de France 2022
- 9e du segment printemps de la LFL 2023
- 1er du segment été de la LFL 2023
- 1er des play-offs du segment été de la LFL 2023
- 1er des EMEA Masters du segment été 2023
- MVP de la finale des EMEA Masters du segment été 2023